# Секретная операция
Секретная операция (англ. Black operation, black op) — скрытная или тайная операция, проводимая правительством, государственной гражданской или военной организацией, которая часто включает в себя мероприятия, составляющие высокий уровень секретности, находящиеся вне стандартного военного протокола и даже являющиеся незаконными. Для их проведения создаётся особый «чёрный бюджет».
М. Боуман разделяет операции на скрытые (англ. covert), в которых сам факт операции спрятать невозможно и потому следует принять меры к тому, чтобы иметь возможность отрицать ответственность за совершенное действие («правдоподобное отрицание»), и тайные (англ. clandestine), в которых приоритет отдаётся тому, чтобы незаметен был сам факт, что секретная операция была проведена.
Секретные, военные или полувоенные операции могут быть использованы разными службами для достижения или попытки достижения необычайно чувствительных целей. Методы, используемые в секретных операциях, также заключаются и в нетрадиционной манере ведения боя. Секретные операции могут включать такие мероприятия, как убийство, саботаж, вымогательство, шпионаж за союзниками или своими собственными гражданами, похищения людей, поддерживающих движение сопротивления, пытки, использование мошенничества с целью получения средств, использование детей-солдат, оборот наркотиков, торговлю контрабандными товарами и многое другое.

## Примеры секретных операций
- В 2007 году ЦРУ рассекретило подробности нелегальных слежек на территории США, а также доклады об убийствах и похищениях людей, инфильтрации, незаконных проникновениях и других секретных операциях, проведенных ЦРУ с 1950-х до начала 1970-х гг. Директор ЦРУ Майкл Хайден объяснил почему он обнародовал документы, заявив, что они обеспечили «некоторое представление о совсем другом времени и совсем другом агентстве».[1]

- В мае 2007 года ABC News, а затем Daily Telegraph, сообщили, что президент США Джордж Буш санкционировал ЦРУ для проведения «секретных операций» в Иране в целях содействия смене режима, а также, чтобы саботировать ядерную программу Ирана[2][3] ABC News впоследствии подвергся критике за сообщение о секретной операции, а в 2007 кандидат в президенты Митт Ромни сказал, что он «шокирован, увидев отчет ABC News о тайных операциях в Иране», но ABC заявил, что ЦРУ и администрация Буша знали об их планах публиковать информацию и не возражали[4].